# Mahmoud Ezzat
Mahmoud Ezzat est le Guide général par intérim des Frères musulmans depuis le 20 août 2013.

## Biographie
Il devient membre de la confrérie en 1962, au début de ses études de médecine. Il devient le bras droit de Sayyid Qutb. De 1965 à 1974, il est emprisonné. Libéré sous Sadate, il poursuit ses études de médecine en Grande-Bretagne, et l'enseigne une fois docteur en Égypte.
Il est élu en 1981 au Bureau de la guidance. Il est à nouveau emprisonné de 1995 à 2000 puis en 2008 pendant quelques mois.
Il est surnommé « l'homme de fer » car il a une ligne plus dure que celle de son prédécesseur, s'inspirant de son ancien mentor, Qutb, et prônant la lutte armée et le terrorisme, mais aussi « le renard », de par ses qualités tactiques. Il est également à l'origine des occupations de places publiques de 2013.
Le 28 août 2020, il est placé en état d'arrestation par l'Égypte.
Le 8 avril 2021, il est condamné par contumace à la prison à perpétuité par un tribunal du Caire pour « incitation au meurtre » et pour avoir « fourni des armes » à des manifestants, selon l'accusation.
Il est condamné Le 17 avril 2022 à la prison à vie pour la prise d'assaut de prisons égyptiennes et la collaboration avec le Hamas palestinien et le Hezbollah libanais.
En mars 2024, Ezzat est condamné à mort pour des violences commises après le coup d'État de 2013.